# Cultura pomerana

Las culturas de la Edad del Hierro en Europa:
verde oscuro: pueblos nórdicos
rojo oscuro: cultura Jastorf
amarillo: cultura Harpstedt y Nienburg
naranja: pueblos celtas
verde oliva: cultura pomerana
verde: cultura de las casas urna
rojo claro: culturas bálticas del bosque
violeta: culturas bálticas de los túmulos
turquesa: cultura de Milograd
negro: pueblos estonios

La cultura pomerana es una cultura de la Edad del Hierro que se extendió por la moderna Polonia. Proviene de la cultura lusaciana del siglo VII a. C., y se desarrolló entre el bajo Vístula y la bahía de Gdansk al este y los ríos Słupia y Brda, al oeste.
Las urnas funerarias con caras son características de esta cultura, a menudo encontradas dentro de cistas, tienen tapas con forma de sombrero, lo que a menudo se le añaden pendientes en miniatura de bronce. Las caras modeladas tienen mucha naturalidad, no hay dos urnas con la misma cara. Los grabados muestran escenas de caza, carreras de cuadrigas o jinetes. Típicos ejemplos de trabajos de metal son anillos o collares de bronce y Fíbulas del tipo Tłukom.
La economía es similar a la de la cultura lusaciana. Por primera vez el arroz se cultiva sistemáticamente, sin llegar a ser un componente principal dentro de los cereales. Se hallan menos fortalezas situadas en colinas que en la zona oeste de la cultura lusaciana. Las importaciones del sur son escasas.

Extensión aproximada de la cultura pomerana.

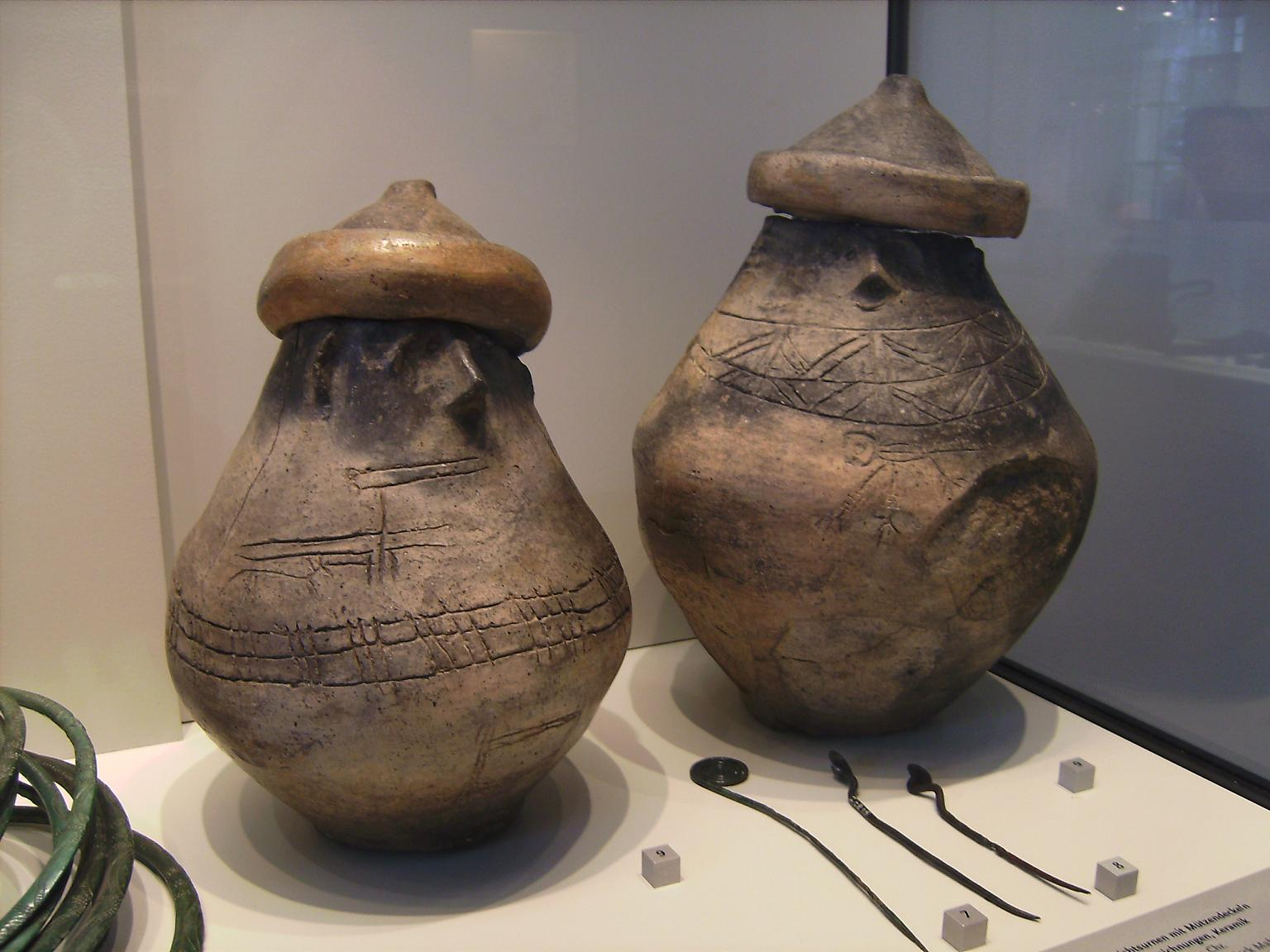
Urnas pomeranas.

En la Edad del Hierro tardía, la cultura pomerana se extiende al oeste, hacia la zona anteriormente perteneciente a las culturas lusaciana y Milograd. En Mazovia esta mezcla lleva al desarrollo del grupo con enterramientos con forma de campana (Glockengräbergruppe).
Los autores polacos identifican la cultura pomerana con vénetos del Vístula, mientras que los alemanes la identifican con los bastarnos, sin embargo estos aparecen descritos por Tácito y otros autores clásicos en una época posterior, cuando estos pueblos se asentaron en la región del bajo Danubio.